# Glommen
Glommen er en landsby i Morup sogn, Falkenbergs kommun, Hallands län, Sverige, ca. 10 km nordvest for Falkenberg. Byen har 1.085 indbyggere. 
Ett vandreblok, Glumstenen, har været brugt som sømærke og er nævnt allerede i 1000'erne. Senere har fyret Morups tånge opfyldt den samme funktion.